# Hungerstuhl
Hungerstuhl ist häufig auftretender Stuhlgang geringen Volumens, der oft durch Mangelernährung verursacht wird. Besonders häufig tritt er bei Säuglingen auf.
Der Stuhlgang ist meist grünlich, dünn schleimig und hat bei Säuglingen oft nur das Gewicht von wenigen Gramm. Seine meist grünliche Farbe ist durch Ausscheidungen der Gallenblase bedingt.
Aufgrund ständig ablaufender Abbauprozesse im menschlichen Körper wird auch ohne unmittelbare Nahrungsaufnahme ein Mindestmaß an Stuhl produziert.